# Bayou Vista (Texas)
Bayou Vista é uma cidade localizada no estado norte-americano de Texas, no Condado de Galveston.

## Demografia
Segundo o censo norte-americano de 2000, a sua população era de 1644 habitantes. 
Em 2006, foi estimada uma população de 1707, um aumento de 63 (3.8%).

## Geografia
De acordo com o United States Census Bureau tem uma área de 
1,3 km², dos quais 1,3 km² cobertos por terra e 0,0 km² cobertos por água.

## Localidades na vizinhança
O diagrama seguinte representa as localidades num raio de 12 km ao redor de Bayou Vista. 